# Odori Park
Odori Park (大通公園, Ōdōri Kōen) is een Japans park in het centrum van Sapporo, de hoofdstad van de prefectuur Hokkaido op het gelijknamige eiland. De letterlijk vertaalde benaming van Ōdōri is grote straat. Het park is georiënteerd als een lange strook van oost naar west en ligt tussen Nishi 1 chōme, Ōdōri en Nishi 12 chōme, Ōdōri ("Nishi" betekend westen, "chōme" is de aanduiding van een huizenblok in het Japans). Het park deelt het centrum van de stad in een noordelijk en zuidelijk deel. Het heeft een lengte van 1,5 km en een oppervlakte van 78.901 m². 
Het park is de locatie van de jaarlijkse Sapporo Lilac en Sapporo sneeuwfestivals, en is start- en aankomstplaats van de jaarlijkse marathon van Hokkaido.
Het park werd in 2019 eenzijdig door het IOC geselecteerd ten voordele van het in regel gemiddeld veel warmere Tokio (waar initieel de tuinen van het Japans keizerlijk paleis waren geselecteerd) als locatie voor de start- en aankomstplaats van zowel de marathon voor mannen als voor vrouwen, de 20 kilometer snelwandelen voor mannen als voor vrouwen en de 50 kilometer snelwandelen mannen, onderdelen van de atletiekcompetitie tijdens de Olympische en  Paralympische Spelen van 2020, die doorgang vonden in augustus 2021. Door een hittegolf in de betrokken regio de eerste helft van augustus waren evenwel de klimatologische omstandigheden verre van ideaal voor deze duursporten.

## Galerij

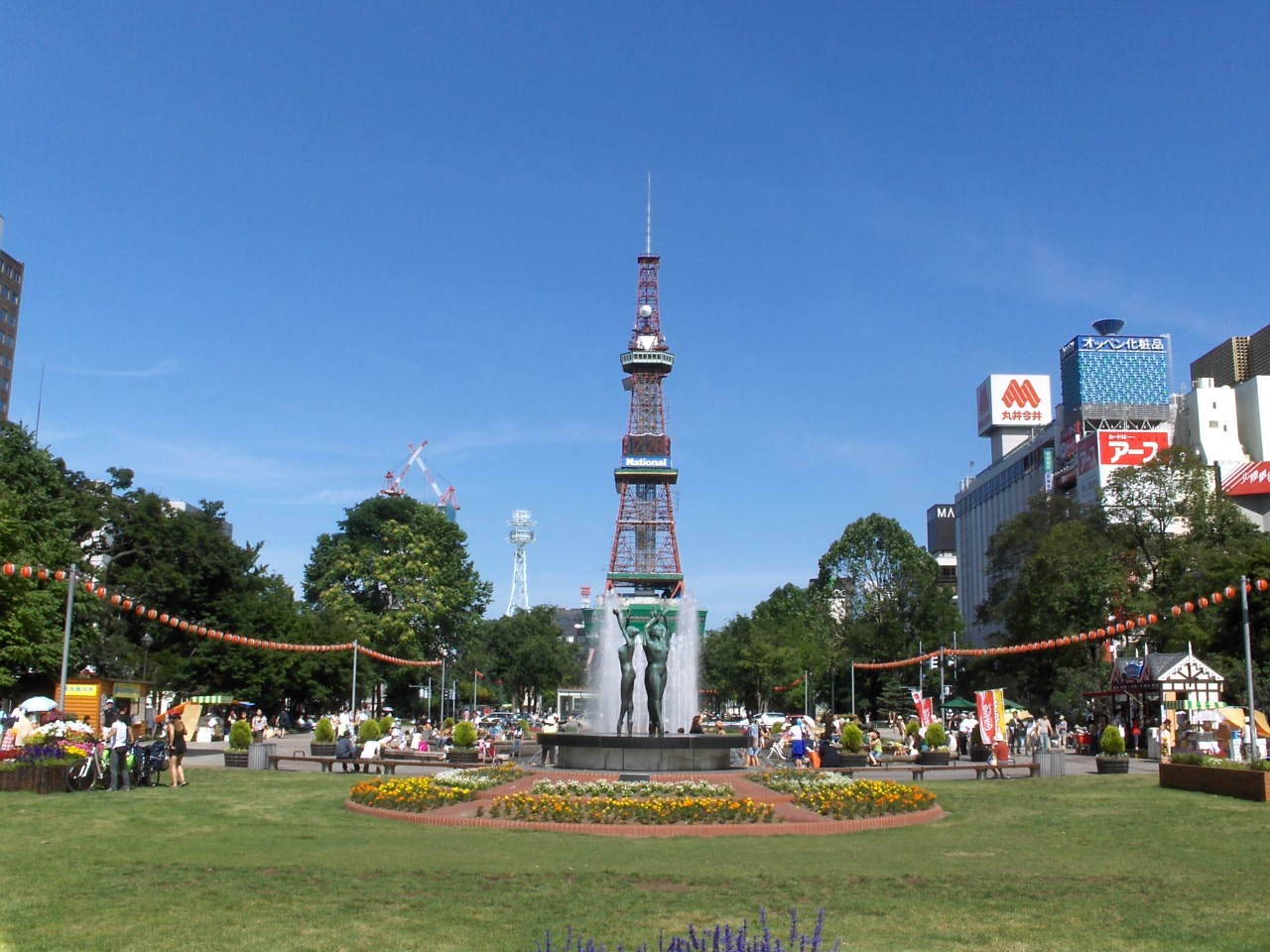
Het park in de zomer
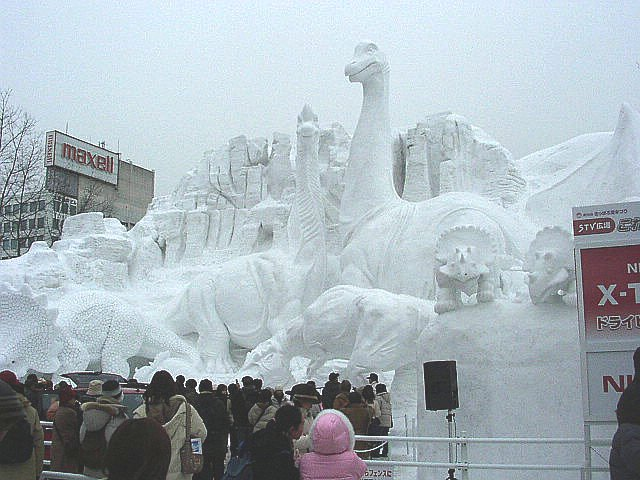
Het park tijdens het sneeuwfestival in de winter
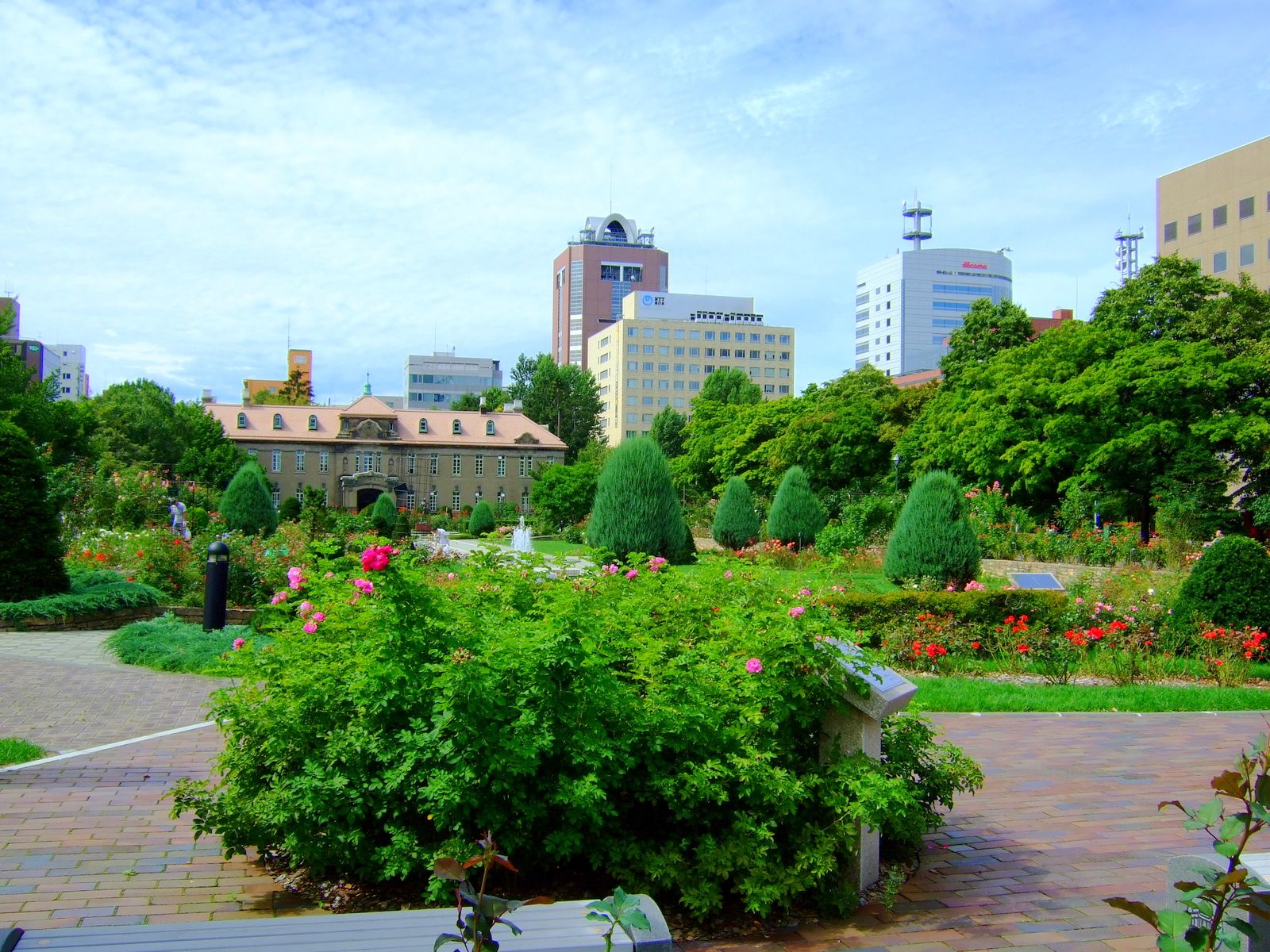
Odori Park ter hoogte van Nishi 12-chome